# Fontaine-Notre-Dame (Norte)
Fontaine-Notre-Dame é uma comuna francesa na região administrativa de Altos da França, no departamento do Norte. Estende-se por uma área de 10.52 km². Em 2010 a comuna tinha 1 807 habitantes (densidade: 171,8 hab./km²).